# ロシア鉄道TG16M形ディーゼル機関車
TG16M形（ロシア語: ТГ16М）は、ロシア鉄道極東鉄道支社（Филиал ОАО «РЖД» - Дальневосточная железная дорога）に在籍する液体式ディーゼル機関車。日本領時代から続く1,067 mm軌間を用いていたサハリンの鉄道へ導入された。

## 概要
旧ソ連時代に製造され老朽化が進んだTG16形ディーゼル機関車の置き換えおよびサハリンの鉄道網の1,520 mm軌間への改軌計画に併せて開発された機関車。設計はTG16形の製造も手掛けたリュディノフスキー機関車工場によって行われた。
片運転台式の車体を繋いだ2車体連結編成を基本としており、各車体は単独でも運用可能である。車体はモジュール構造を用いて設計されており、機器室からの騒音や振動の運転室への伝達が抑制されている。改軌に備え、台車は車軸を取り換える事で1,067 mm・1,520 mm双方の軌間に対応可能である。エンジンは環境対策に重点を置いた12気筒V字型4ストロークの12DM-21L形（12ДМ-21Л）が各車体に1基ずつ搭載され、変速機はフォイト製の液体式変速機が用いられる。これらの機器はマイクロプロセッサによる自動制御や自動診断システム"MPSUiD"（МПСУиД）で監視されており、それらの状況は運転台に設置されたディスプレイで確認する事が出来る。

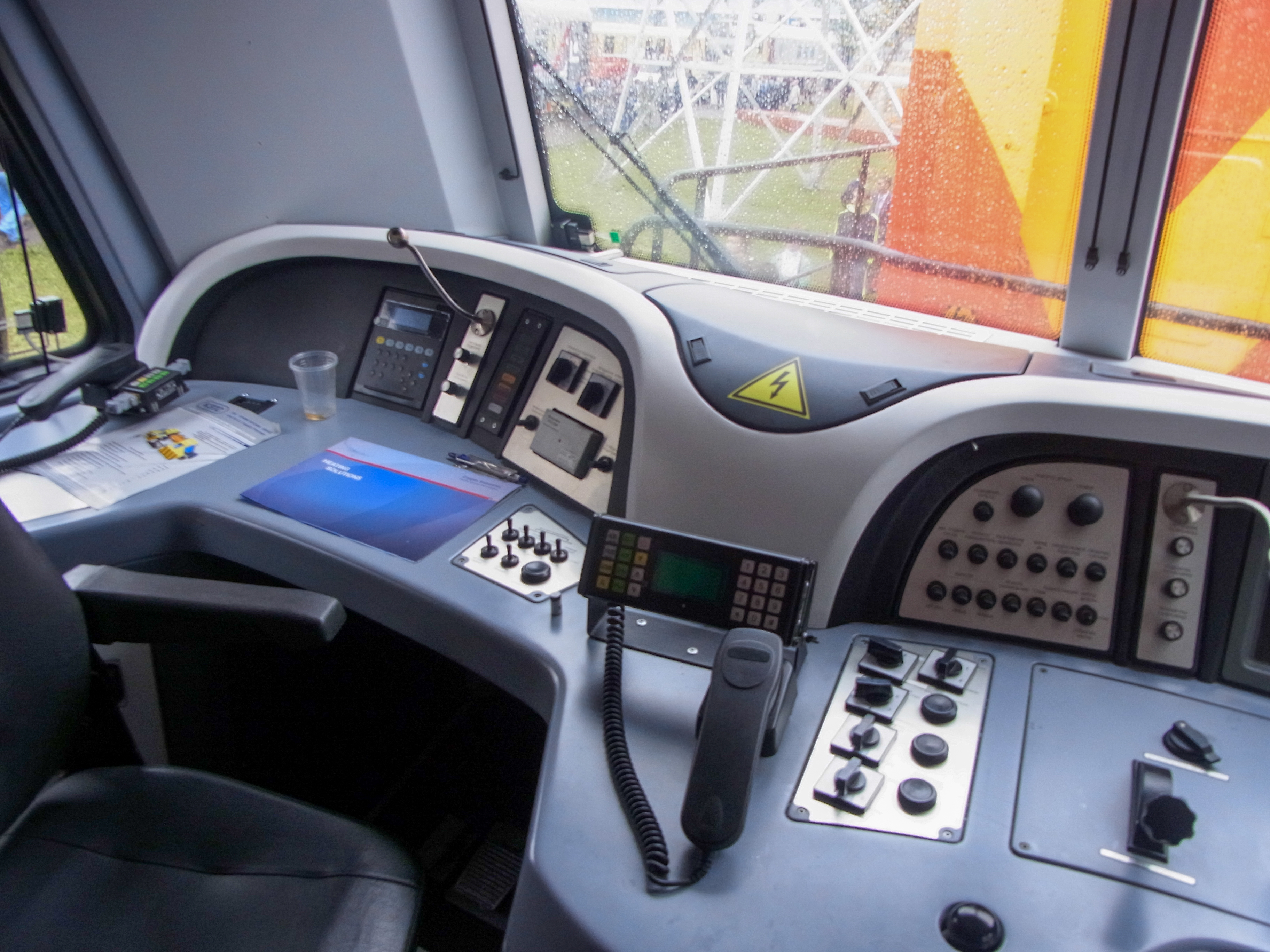
運転台
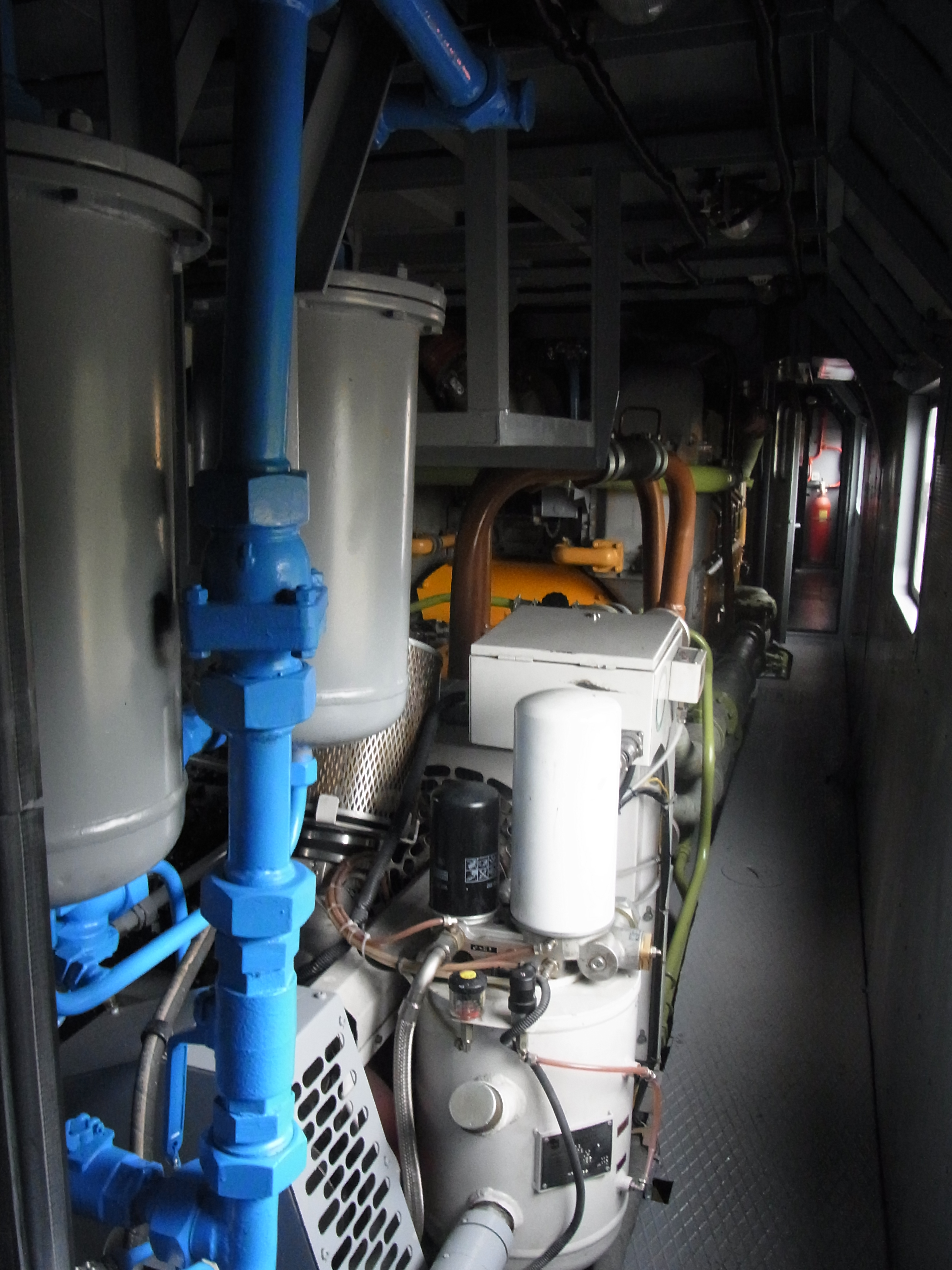
車内の機械室
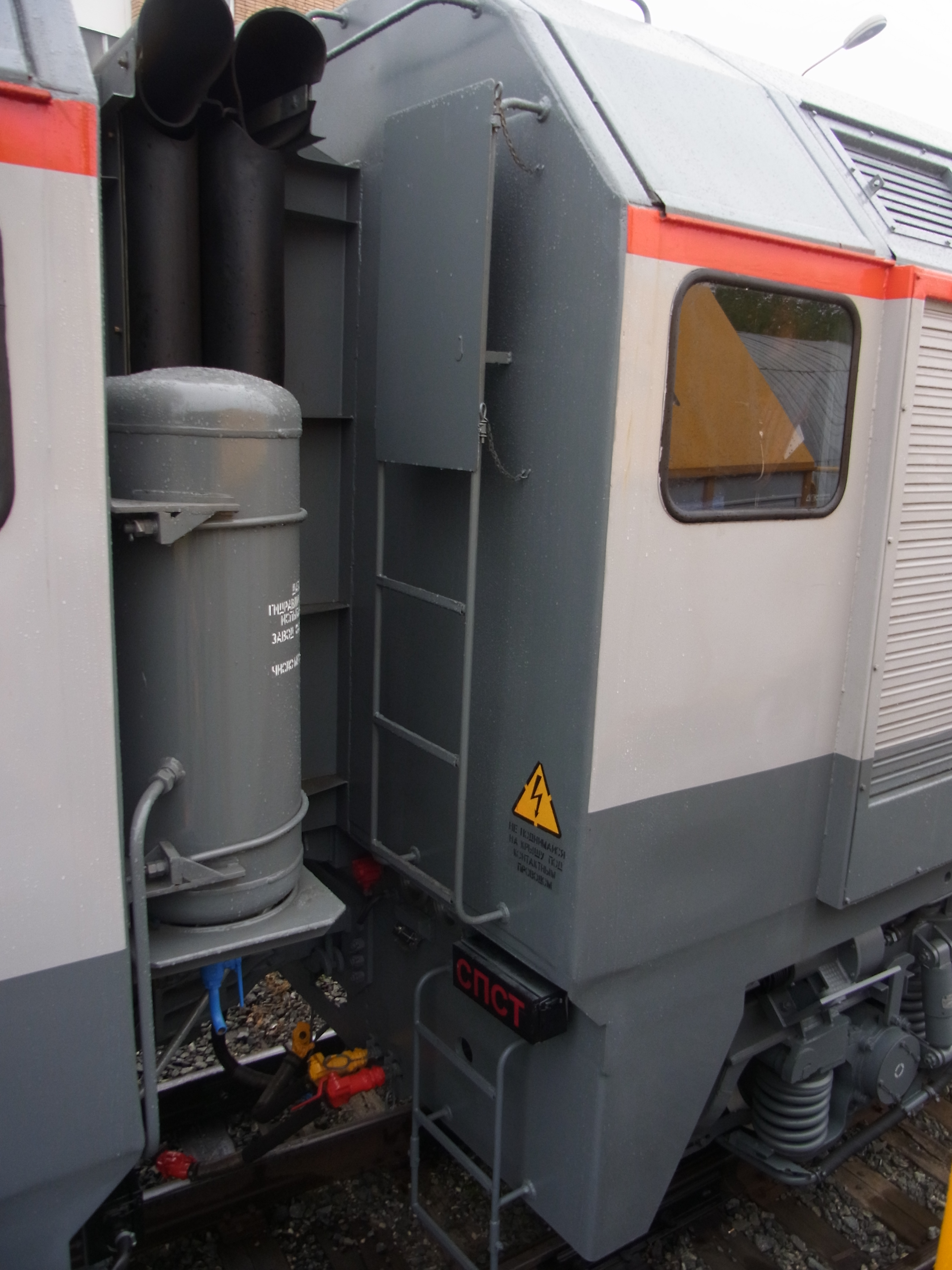
連結面

## 運用
最初の車両（TG16M-001）は2014年10月に完成し、ロシア本土で試転が行われた後、翌2015年2月からサハリンでの試運転が行われ、同年8月から営業運転への導入が開始された。
当初は2018年までに40両が導入される予定であったが、サハリンの気候による故障が相次いだ事、改軌計画の見直しが行われた事、そして1,520 mmに適したロシア本土のディーゼル機関車が多数導入された事から増備は2016年を最後に行われず、導入は5両のみに終わった。サハリンの鉄道の広軌（1,524 mm）への改軌後も引き続き使用されていたが、機構の複雑さに加えて修繕用部品の調達の有利性などの面から2021年以降モスクワ鉄道支社への転属が行われている。

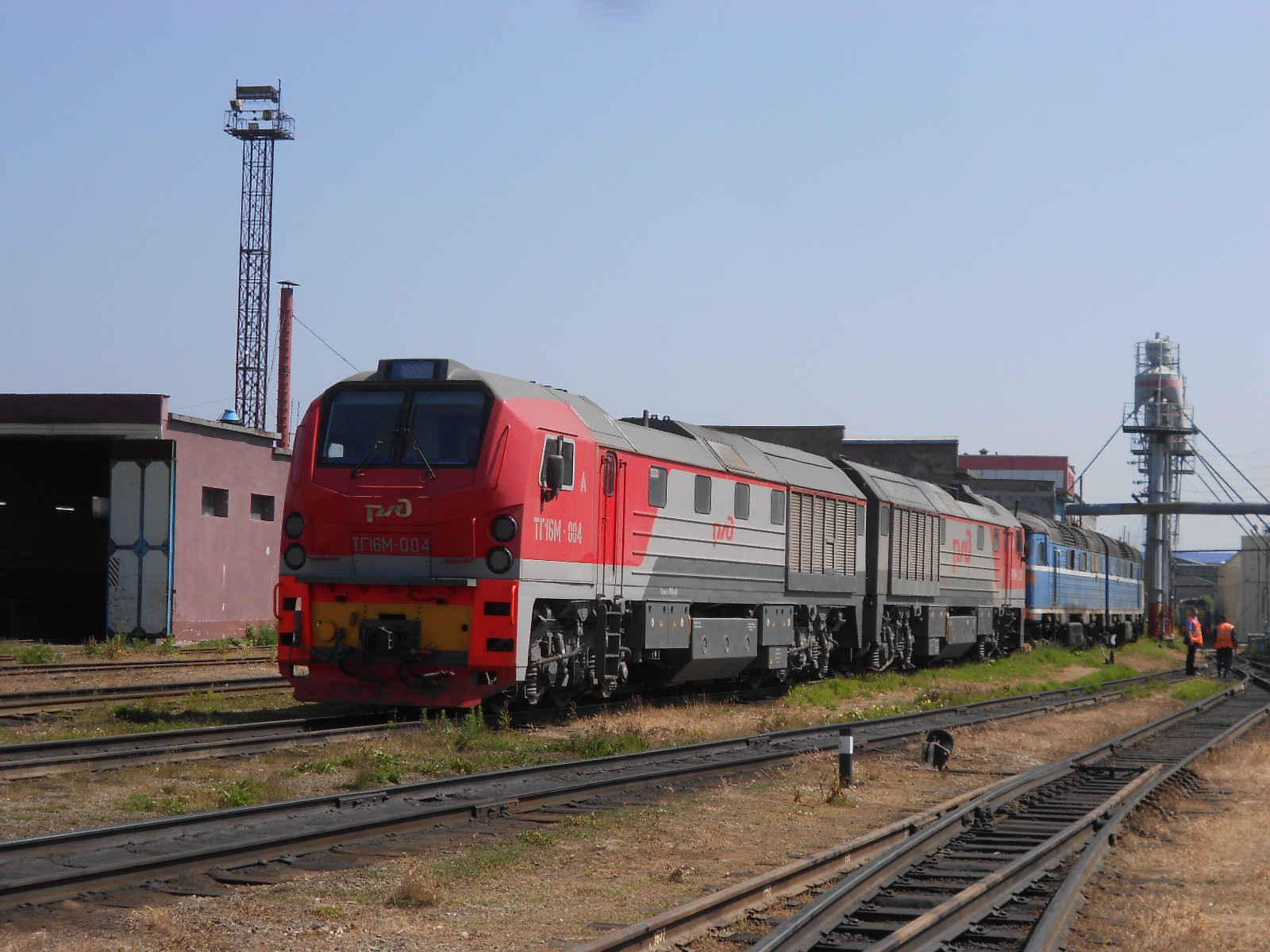
ユジノサハリンスクの車庫に停車中のTG16M形（2016年撮影）
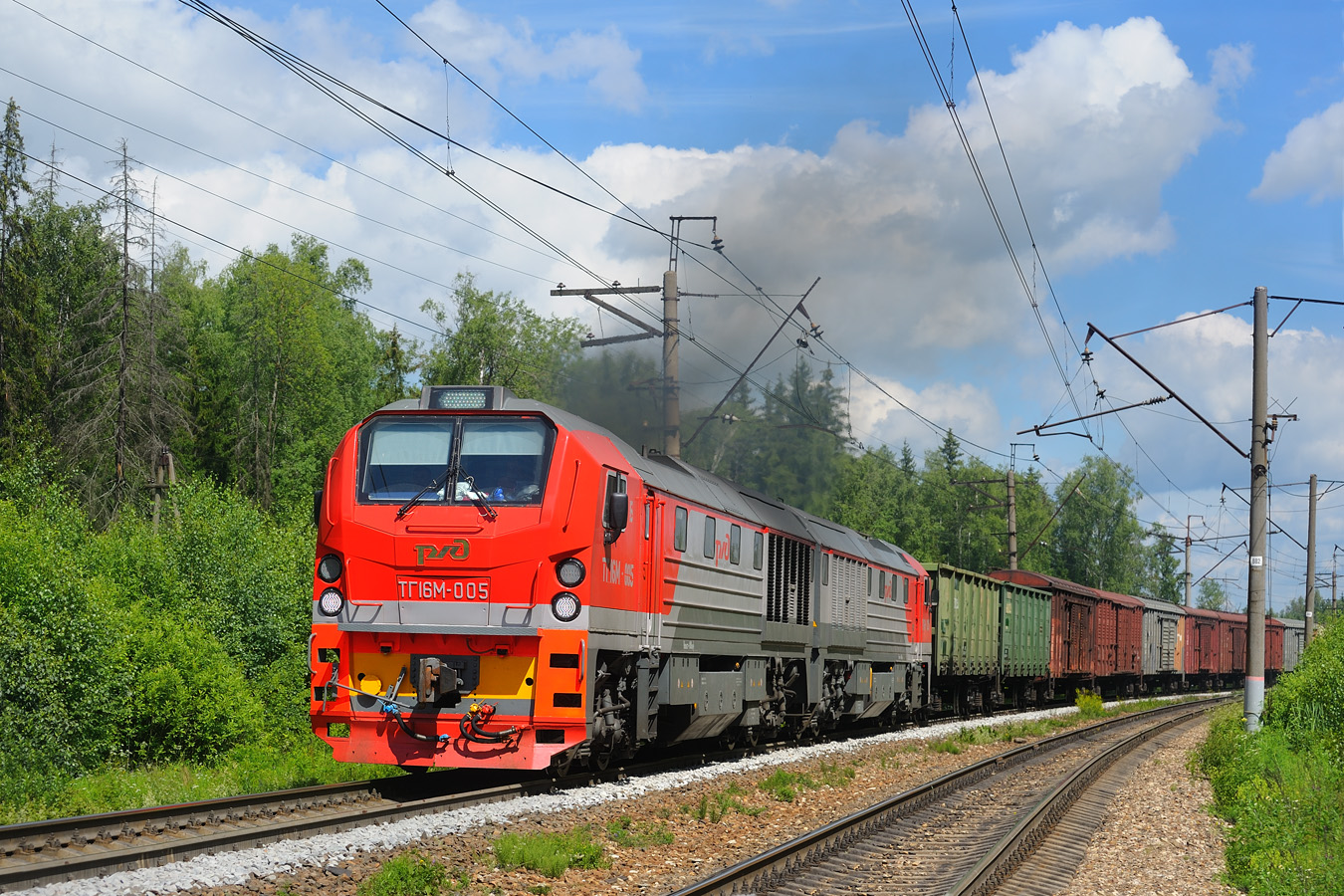
モスクワ地域で使用されるTG16M形（2016年撮影）

## 参考資料
- Абрамов Е.Р (2015). Локомотивы и моторвагонный подвижной состав с двигателями внутреннего сгорания отечественных железных дорог. Москва́